# Сельское хозяйство Тонги
Сельское хозяйство Тонги с давних времен основано на выращивании ямса и корнеплодов. Сельское хозяйство составляет 16-29,9 % ВВП Тонги, 34 % её рабочей силы и около 50 % её экспорта. С 1980-х годов сельскохозяйственный экспорт Тонги расширился, включив в себя ваниль, арбузы, сахар и бобовые культуры.
С ростом численности населения архипелага (с 45 тыс. в начале 1950х годов до 100 тыс. в 1975 году и 105,9 тыс. в 2011 году) и изменением климата Тонга испытывает трудности с поддержанием конкурентоспособного спроса.

## История
Особенности развития сельского хозяйства исторически определяются природно-климатическими условиями (на островах архипелага тропический морской климат и плодородные краснозёмные почвы).
В прошлом на островах Тонга существовала система земледелия, основанная на натуральном хозяйстве. Ямс выращивался главным образом для монархов и знати, а также для ежегодного общего праздника Инаси.
Тонганский календарь был основан на лунном цикле и времени созревания культур, в результате чего в году было 13 месяцев. Год начинался примерно 6 ноября и заканчивался между концом октября и началом ноября.
Год начинался с посадки ямса, алокасии и бананов, которые росли от восьми до девяти месяцев до двух — трех лет. В течение следующих четырёх-шести месяцев сажался сладкий картофель, который затем сменялся ксантозомой в течение десяти-двенадцати месяцев, которая в свою очередь заменялась маниоки.

### 1900 - 1970
18 мая 1900 года Тонга стала протекторатом Британской империи, с этого времени развитие островов определяли британские власти.
Традиционное натуральное хозяйство было заменено интенсивным сельским хозяйством.
В 1930е годы наибольшее значение среди экспортных культур имела кокосовая пальма. В 1938 году общий объём экспорта копры и кокосовых орехов с островов Тонга составил 12,5 тыс. тонн (хотя свежие кокосовые орехи в это время вывозили в незначительном количестве, главное значение имела копра). 1 сентября 1939 года началась Вторая мировая война, 3 сентября 1939 года правительство Великобритании объявило войну гитлеровской Германии. В дальнейшем, войну странам «оси» объявили доминионы, колонии и владения Британской империи (в том числе, Тонга - объявившая войну Германии 5 сентября 1939 года). Хотя архипелаг находился на значительном расстоянии от театра военных действий в Европе, связи заморских колоний с метрополией оказались осложнены, а международная торговля оказалась дезорганизована. После вступления в войну Японской империи обстановка на Тихоокеанском театре военных действий ещё более осложнилась. После окончания войны началось восстановление торгово-экономических связей и постепенное увеличение товарооборота.
В 1966 году в сельском хозяйстве было занято 66% населения. Подписанное в мае 1968 года англо-тонганское соглашение предусматривало постепенное сокращение контроля со стороны Великобритании над деятельностью королевства. 4 июня 1970 года королевству Тонга была официально предоставлена независимость (в составе Британского Содружества наций).

### После 4 июня 1970
В начале 1970х годов основой экономики являлось сельское хозяйство - прежде всего, производство копры и выращивание бананов (которые экспортировались главным образом в Великобританию и Новую Зеландию). В 1971 году общая площадь всех сельскохозяйственных земель составляла 55 тыс. гектаров (из них 24 тыс. составляли пахотные земли, 29 тыс. га были под многолетними культурами и 2 тыс. являлись лугами и пастбищами). Лучшие земли принадлежали королевской семье и наследственной знати, которые сдавали её в аренду крестьянам.
По состоянию на 1974 год, главными экспортными культурами являлись кокосовая пальма (сбор орехов 115 тыс. тонн, копры - 13,5 тыс. тонн), бананы (сбор - 4 тыс. тонн), также здесь выращивали цитрусовые (сбор 4 тыс. тонн) и ананасы. Для местного потребления выращивали батат (77 тыс. т), маниок (26 тыс. т), ямc и таро.
В целом, в 1970е годы и в первой половине 1980х годов основными экспортными товарами оставались копра и бананы. В середине 1980х годов ассортимент выращиваемых на экспорт культур был расширен за счёт увеличения выращивания тыкв (которые начали продавать в Японию и Южную Корею), для выращивания тыкв были расчищены дополнительные участки земли, ранее занятые лесом. Однако кризис перепроизводства в 1994 году привел к появлению нераспроданных запасов и снижению цен на тыквы, а засуха 1995 года стала причиной сокращения объёмов экспорта продукции сельского хозяйства.
В конце 1990х годов выращиванием тыкв занимались около 3 тыс. крестьян, но к 2010 году объёмы производства тыкв сократились до 1500 тонн в год. В 2014 году тыквы составили только 7% от экспорта страны в денежном выражении (хотя к этому времени они экспортировались в Японию, Южную Корею, Новую Зеландию и на Американское Самоа). По данным сельскохозяйственной переписи 2015 года, в 2015 году общая площадь земель под тыквами составляла всего 84 акра.

## Современное состояние
Хотя Тонга не имеет связи между своими островами и передовыми сельскохозяйственными технологиями, но она сохраняет свой статус крупного производителя сельскохозяйственных культур для стран Восточной Азии и Океании. Сегодня Тонга производит 60 % новозеландского импорта арбузов.